# Élections municipales de 2020 dans l'Aisne
Pour un article plus général, voir Élections municipales françaises de 2020.
Les élections municipales de 2020 dans l'Aisne se déroulent, comme dans le reste de la France, les 15 mars et 28 juin 2020 sauf que le second tour, initialement prévu le 22 mars 2020, a été reporté en raison de la pandémie de Covid-19 en France. Ce second tour pouvait être reporté si les conditions sanitaires ne le permettaient pas.
Elles renouvellent les 800 conseils municipaux des communes du département. À l'issue de ces élections, les conseils municipaux renouvelés éliront les 800 maires du département.
Les informations suivantes concernent les seules communes de plus de 3 000 habitants situées dans le département de l'Aisne.

## Contexte

### Départemental
Entre les élections municipales de 2014 et ceux de 2020, l'Aisne a connu plusieurs scrutins intermédiaires et nationales. 
Sur l'ensemble de ces élections, le Front national (FN), devenu Rassemblement national (RN) en 2018, a fortement progressé dans le département. Pour les élections européennes de 2014, il obtient a obtenu son meilleur résultat national avec 40,02 %.
Les élections départementales de 2015 ont vu le basculement à droite du département, mais la majorité départementale est relative avec dix-huit conseillers départementaux sur les quarante-deux jusqu'en janvier 2018, où la majorité est élargie à une partie de la gauche. La gauche obtient seize conseillers départementaux tandis que le Front national s'implante avec l'arrivée de huit conseillers au conseil départemental. Les élections régionales de 2015 montrent une victoire de la droite au second tour, mais elle s'effectue face à un FN arrivé en tête au premier tour et sa liste fait ses meilleurs scores sur les deux tours dans le département. La gauche n'obtient aucun conseiller régional avec le retrait de la liste de Pierre de Saintignon pour faire barrage au FN. Sa liste obtient son plus mauvais score dans le département ainsi que la liste PCF et la liste EÉLV avec le PG.
L'élection présidentielle de 2017 confirme cette tendance, Marine Le Pen arrive largement en tête avec 35,67 % au premier tour et obtient son meilleur score national face à ces adversaires, où Emmanuel Macron arrive deuxième avec 17,94 %, suivi de Jean-Luc Mélenchon avec 16,99 % et de François Fillon avec 16,30 %. Nicolas Dupont-Aignan passe la barre des 5 % avec 5,08 % et Benoît Hamon réalise son pire résultat dans les Hauts-de-France avec 4,24 %. Au second tour, Marine Le Pen gagne dans le département avec 52,91 % face au président élu Emmanuel Macron à 47,09 % et elle réalise dans le département son meilleur score national. Pour les élections législatives de 2017, le Front national réussit à se maintenir dans les cinq circonscriptions du département pour le second tour. Pour ce scrutin, dans les cinq circonscriptions, on a trois duels entre le FN et La République en marche, un duel entre le FN et Les Républicains. Le dernier duel concerne le Front national et le Parti socialiste dans la 3e circonscription, l'unique duel où PS est présent au second tour dans la région Hauts-de-France. Seulement, dans chacun de ses cinq duels, le Front national est battu au second tour et n'obtient aucun sièges de député tandis que LREM obtient trois sièges, LR conserve un siège et le PS garde son unique siège de député dans la région des Hauts-de-France.
Lors des élections européennes de 2019, le Rassemblement national obtient à nouveau son meilleur score national avec 39,87 % des voix pour sa liste conduite par Jordan Bardella comme en 2014. Il est suivi de la liste de La République en marche, menée par Nathalie Loiseau avec 15,65 %, puis de la liste Europe Écologie Les Verts, conduite par Yannick Jadot avec 7,83 % et de la liste des Républicains de François-Xavier Bellamy  avec 7,18 %. La dernière liste, qui passe le seuil des 5 % dans le département, est celle de La France insoumise, menée par Manon Aubry avec 6,18 % des voix. Par rapport au niveau national, la liste du Parti socialiste conduite par Raphaël Glucksmann ne dépasse pas ce seuil et obtient 3,99 % et elle est devancée par la liste de Debout la France menée par Nicolas Dupont-Aignan avec 4,55 % des voix.

### Municipal
Lors des élections municipales de 2014, dans les seize communes de plus de 3 000 habitants par étiquette politique, deux communes passe de gauche à droite et une seule bascule de la gauche vers le Front national. Le FN obtient d'ailleurs avec Villers-Cotterêts, l'une de ses dix villes de plus de 10 000 habitants au niveau national. 
Au cours de la mandature de 2014 à 2020, plusieurs communes du département ont changé de conseils municipaux et de maires. Les communes de Saint-Quentin, de Bohain-en-Vermandois, de Château-Thierry et de Laon ont changé de maire au cours de la mandature en raison de la loi sur le cumul des mandats et de son extension au cumul d’un mandat de parlementaire et d’un mandat d'exécutif local pour les élections de 2017. D'autres communes ont changé de maire à cause de la démission de ce dernier ou de son décès comme cela a été le cas pour les communes d'Andelain, de Burelles, de Hary et de Nampcelles-la-Cour.  À la veille des élections, la commune de Mennevret est la seule commune où le poste de maire demeure vacant en raison du décès de son maire sortant en janvier 2020 et de la proximité du scrutin municipale. 
Des élections municipales partielles ont également eu lieu au cours de cette période. Pour les communes, dont la population est en dessous de 1 000 habitants où un scrutin plurinominal majoritaire est en place, ces élections servent à compléter le conseil municipal dont des conseillers municipaux ont démissionné ou sont décédés comme les communes de Leschelle et à Wiège-Faty. Pour les communes, dont la population est de 1 000 habitants ou plus où un scrutin proportionnel plurinominal est en place, ces élections renouvellent l'ensemble du conseil municipal dû une démission partielle de conseillers municipaux, dont la liste ne permet plus le remplacement comme à Bohain-en-Vermandois et à Boué. Pendant cette mandature, le conseil municipal de Villeneuve-Saint-Germain a été le dernier à être entièrement renouvelé par une élection municipale partielle, le 8 décembre 2019, en raison du décès du maire sortant Alain Raverdy. La dernière élection municipale complémentaire a également eu lieu le 15 décembre 2019 à Lehaucourt pour compléter les deux places vacantes au conseil municipal et d'élire un nouveau maire avec le décès de Raymond Froment en octobre 2019.
Pendant cette période, une délégation spéciale a été installée en décembre 2016 dans la commune de Laversine en raison de la démission totale du conseil municipal tandis qu'à Wiège-Faty, l'ensemble du conseil municipal a quasiment démissionné à la fin de l'année 2017 sauf un conseiller municipal, où le sous-préfet de Vervins l'a chargé de la gestion de la commune en attendant le renouvellement totale du conseil municipal. Une seule commune du département, Guyencourt, a vu son conseil municipal dissous par décret pris en conseil des ministres le 8 septembre 2016, une délégation spéciale a été installé en attendant les élections municipales partielles.

### Communes nouvelles
L'Aisne compte seize communes en moins, soit 800 communes au lieu de 816 par rapport au précédent scrutin de 2014. Ces anciennes communes ont fusionné pour former six communes nouvelles qui sont Anizy-le-Grand, Cessières-Suzy, Dhuys et Morin-en-Brie, Les Septvallons, Vallées en Champagne et Villeneuve-sur-Aisne. Seule la commune de Gernicourt a quitté le département en 2016 pour rejoindre celui de la Marne afin de former la commune nouvelle de Cormicy en 2017.
Lors de la création de ses communes, les six conseils municipaux réunissent exceptionnellement l'ensemble des conseillers municipaux des anciennes communes pendant la mandature jusqu'à leur renouvellement à l'issue de cette élection. La loi no 2019-809, visant à adapter l'organisation des communes nouvelles à la diversité des territoires, adoptée le 1er août 2019, assouplit les règles sur le nombre de sièges du conseil municipal des communes nouvelles entre le premier et le second renouvellement lors des élections municipales.
Lors de ce premier renouvellement, les conseils municipaux, ayant eu 29 sièges ou moins, doivent être composé d'un conseil municipal dans la tranche démographique supérieur de la commune nouvelle. Pour les conseils municipaux, ayant eu plus de 29 sièges, ils peuvent avoir au minimum le tiers de l'addition des conseillers élus lors de la création de la commune nouvelle sans dépasser le nombre de 69 conseil municipaux requis pour les communes ayant plus de 300 000 habitants, et si ce tiers correspond à une strate ou à aucune d'elle, le conseil municipal prend celui de la strate démographique supérieure à l'arrondi.
La commune d'Anizy-le-Grand comptera 27 conseillers municipaux après ce renouvellement au lieu de 41 conseillers municipaux au moment de la fusion soit environ deux tiers du conseil municipal sortant. Aux Septvallons, le conseil municipal sera composé de 23 conseillers municipaux à l'issue du renouvellement au lieu de 64 conseillers municipaux au moment de la fusion soit 36 % du conseil municipal sortant. À Villeneuve-sur-Aisne, le conseil municipal comptera 27 membres au lieu de 29 membres avant son renouvellement. Ce nombre de conseillers municipaux correspond d'ailleurs au nombre requis pour la strate démographique supérieure à celle de la commune qui compte 2 704 habitants en 2017.

## Mode de scrutin
Le mode de scrutin dépend de la taille de la commune : 
- scrutin majoritaire plurinominal avec liste ouvertes et panachage pour les 703 communes de moins de 1 000 habitants,
- scrutin proportionnel de liste avec prime majoritaire, pour les 97 communes plus peuplées.

| Nombre d'habitants     | < 100 | < 500 | < 1 500 | < 2 500 | < 3 500 | < 5 000 | < 10 000 | < 20 000 | < 30 000 | < 40 000 | < 50 000 | < 60 000 |
| Conseillers municipaux | 7     | 11    | 15      | 19      | 23      | 27      | 29       | 33       | 35       | 39       | 43       | 45       |

### Communes de moins de1 000 habitants
L'élection des conseillers municipaux se déroule au scrutin majoritaire plurinominal à deux tours, avec panachage : 
- au premier tour, des candidats sont élus s'ils ont obtenu la majorité absolue des suffrages exprimés et le vote d'au moins le quart des électeurs inscrits ;
- à défaut, un second tour est organisé, dans lequel la majorité relative suffit. Si plusieurs candidats obtiennent le même nombre de suffrages, l'élection est acquise au plus âgé lorsque tous ne peuvent être élus compte tenu du nombre de sièges à pourvoir[36].

Depuis la réforme du 17 mai 2013, une déclaration de candidature en préfecture ou sous-préfecture est obligatoire. Les candidatures isolées et les listes incomplètes sont autorisées, et on ne peut plus être élu si l'on n'a pas préalablement fait acte de candidature. Les suffrages sont comptabilisés individuellement, et le panachage est autorisé : les électeurs ont le droit de ne pas respecter les listes de candidats, en votant pour des candidats issus de listes différentes.

### Communes de1 000 habitantset plus
Dans les communes de plus de 1 000 habitants, l'élection des conseillers municipaux se déroule selon un scrutin de liste à deux tours avec représentation proportionnelle : les candidats se présentent en listes complètes avec la possibilité d'avoir deux candidats supplémentaires sur les listes complètes. Lors du vote, on ne peut faire ni adjonction, ni suppression, ni modification de l'ordre de présentation des listes.
L'élection peut se limiter à un seul tour en cas de majorité absolue, ou donner lieu à un second tour, auquel cas :
- les listes qui ont obtenu au moins 10 % des suffrages exprimés peuvent s'y maintenir ;
- les candidats d'une liste qui a obtenu plus de 5 %, sans pouvoir se maintenir en tant que tels, peuvent rejoindre une autre liste[41], ce qui peut amener à modifier l'ordre de présentation des candidats.

Les élections municipales des communes de plus de 1 000 habitants constituent un scrutin majoritaire avec une dose proportionnelle : on attribue d'abord la moitié (arrondie si nécessaire à l'entier supérieur) des sièges à pourvoir à la liste qui a le plus de voix au premier tour ou, s'il y a lieu, au second ; les autres sièges sont répartis entre toutes les listes présentes au dernier tour ayant eu plus de 5 % des suffrages exprimés (y compris la liste majoritaire) à la représentation proportionnelle à la plus forte moyenne.

### Intercommunalités
Les délégués d'une commune au sein du conseil des communautés de communes et des communautés d'agglomération sont élus lors des élections municipales.
Chaque commune est représentée au conseil communautaire par un nombre de représentants tenant compte de sa population, élus comme suit :
- commune de moins de 1 000 habitants : les représentants de la commune au conseil communautaire sont les membres du conseil municipal désignés dans l'ordre du tableau (maire, puis adjoints, puis conseillers municipaux)[43] ;
- commune de plus de 1 000 habitants : les conseillers communautaires sont élus en même temps que les conseillers municipaux. Sur un seul et même bulletin doivent figurer la liste des candidats au conseil municipal et celle des candidats au conseil communautaire (scrutin fléché)[44]. Les représentants des communes dans les EPCI sans fiscalité propre (syndicat intercommunal à vocation unique, syndicat intercommunal à vocation multiple, syndicat mixte) continuent d'être élus par chacun des conseils municipaux concernés, comme c'était le cas avant 2014 pour toutes les intercommunalités.

Le nombre total de conseillers communautaires dans les 20 intercommunalités à fiscalité propre du département, soit les communautés de communes et les communautés d'agglomération, sont définis de la manière suivante :
| Communauté d'agglomération                                | CA du Saint-Quentinois             | 200071892 | 39                     | 76  |
| Communauté d'agglomération                                | CA Chauny-Tergnier-La Fère         | 200071785 | 48                     | 84  |
| Communauté d'agglomération                                | CA de la Région de Château-Thierry | 200072031 | 87                     | 124 |
| Communauté d'agglomération                                | GrandSoissons Agglomération        | 240200477 | 28                     | 64  |
| Communauté d'agglomération                                | CA du Pays de Laon                 | 200043495 | 38                     | 75  |
| Communauté de communes                                    | CC du Pays du Vermandois           | 240200493 | 54                     | 83  |
| Communauté de communes                                    | CC Retz-en-Valois                  | 200071991 | 54                     | 82  |
| Communauté de communes                                    | CC de la Thiérache du Centre       | 240200444 | 68                     | 92  |
| Communauté de communes                                    | CC des Trois Rivières              | 240200600 | 26                     | 52  |
| Communauté de communes                                    | CC de la Champagne Picarde         | 240200576 | 46                     | 64  |
| Communauté de communes                                    | CC du Val de l'Aisne               | 240200501 | 58                     | 82  |
| Communauté de communes                                    | CC Picardie des Châteaux           | 200071769 | 36                     | 53  |
| Communauté de communes                                    | CC Thiérache Sambre et Oise        | 200071983 | 36                     | 56  |
| Communauté de communes                                    | CC du Val de l'Oise                | 200040426 | 32                     | 47  |
| Communauté de communes                                    | CC du Canton de Charly-sur-Marne   | 240200584 | 21                     | 38  |
| Communauté de communes                                    | CC du Pays de la Serre             | 240200469 | 42                     | 59  |
| Communauté de communes                                    | CC des Portes de la Thiérache      | 240200634 | 30                     | 44  |
| Communauté de communes                                    | CC du Canton d'Oulchy-le-Château   | 240200519 | 26                     | 42  |
| Communauté de communes                                    | CC du Chemin des Dames             | 240200592 | 30                     | 43  |
| Intercommunalité dont le siège est situé hors département |                                    |           |                        |     |
| Communauté de communes                                    | CC de l'Est de la Somme            | 200070985 | 42 (dont 1 dans le 02) | 63  |

## Campagne
À la clôture du dépôt des candidatures pour le premier tour, le 27 février 2020, le département de l'Aisne compte 13 162 candidats dans l'ensemble des communes du département et 160 listes ont été déposées pour les 97 communes de plus de 1 000 habitants. La fin de campagne du premier tour est affecté par la pandémie de Covid-19 en France, mais Emmanuel Macron annonce, le 13 mars 2020 le maintien du scrutin du premier tour pour le 15 mars 2020 après des avis du conseil scientifique avec des mesures sanitaires strictes.
Avec la progression de la pandémie, le gouvernement décide encore à la veille du premier tour, le 14 mars 2020 par la voix d'Édouard Philippe, du maintien du scrutin, mais la fermeture des lieux publics « non indispensable » est décrété.
Au vu des résultats du premier tour marqués par une forte progression de l'abstention et de l'évolution de pandémie en France, Emmanuel Macron annonce, le 16 mars 2020, le report du second tour, initialement prévu le 22 mars 2020 et le début du confinement général en France. 
Dans les communes où il est nécessaire d'effectuer le second tour, le décret du 17 mars le reporte. La loi du 23 mars prolonge le mandat en cours des conseillers municipaux. Ceux élus au premier tour le 15 mars prennent leur fonction « aussitôt que la situation sanitaire le permet au regard de l'analyse du comité de scientifiques ». L'ordonnance du 1er avril 2020 définit les modalités d'organisation de ce second tour.
Avec le début de la phase de déconfinement, effectif le 11 mai 2020, le décret du 14 mai 2020 fait entrer en fonction les conseillers municipaux et communautaire dans les communes, dont le conseil municipal a été élu au complet lors du premier tour, pour le 18 mai 2020.
Conformément aux dispositions de l'article 19 de la loi du 23 mars 2020 d'urgence pour faire face à l'épidémie de Covid-19, « la première réunion du conseil municipal se tient de plein droit au plus tôt cinq jours et au plus tard dix jours après cette entrée en fonction », c'est-à-dire entre le 23 et le 28 mai 2020, afin d'élire le maire et les adjoints au maire. Cette séance se déroule selon des modalités adaptées à la situation, avec des règles de quorum assouplies et la possibilité de réunir le conseil municipal y compris hors de la commune,,,.
Dans les communes de moins de 1 000 habitants où une partie du conseil municipal a été élue le 15 mars, mais où le conseil municipal n'est pas complet, les élus du premier tour « entrent en fonction le lendemain du second tour de l'élection »
Après des discussions et une réunion avec les représentants des principaux partis politiques, le gouvernement annonce le 22 mai 2020 que le second tour, initialement prévu le 22 mars, va se dérouler le 28 juin 2020 en respectant des règles sanitaires strictes. Un report est également prévu quinze jours avant le scrutin du 28 juin si la situation sanitaire venait à se dégrader. Dans l'Aisne, 96 communes sur les 800 communes du département sont concernées soit 12 % des communes, dont Tergnier, l'unique de plus de 3 000 habitants où un second tour doit avoir lieu. 
Après la date limite pour le dépôt des candidatures pour le second tour, fixé le 2 juin 2020, un scrutin est organisé dans 95 communes du département pour compléter l'ensemble des conseils municipaux du département, sauf à Bosmont-sur-Serre, où un second tour pouvait avoir lieu avec l'invalidation de l'élection de quatre conseillers municipaux par le tribunal administratif d'Amiens durant l'entre deux tours mais la préfecture maintient que l'ensemble du conseil municipal a été élu au complet dès le premier tour. Une élection complémentaire doit être organisée ultérieurement à Bosmont-sur-Serre après les élections municipales, même si six autres élus ont démissionné en solidarité avec les quatre colistiers invalidés.

## Maires sortants et maires élus
Le tableau ci-dessus prend en compte uniquement les communes comptant plus de 3 000 habitants, d'après les chiffres de l'Insee issus du recensement de 2017,.
Le scrutin est marqué par une grande stabilité. La gauche parvient à se maintenir sans pour autant réussir à regagner les villes perdues en 2014, Gauchy et Soissons. Le Parti Radical conserve Château-Thierry, gagnée à l'issue de la démission de Jacques Krabal en 2018, et Chauny. La droite garde également ses acquis de 2014 sans pour autant réussir à reprendre Laon à l'UDI. Le Rassemblement National conserve Villers-Côterêts.
| Commune                                        | Population | Maire sortant       | Parti | Parti | Second tour ? | Maire élu           | Parti | Parti |
| ---------------------------------------------- | ---------- | ------------------- | ----- | ----- | ------------- | ------------------- | ----- | ----- |
| Belleu                                         | 3 810      | Philippe Montaron   |       | DVG   | Non           | Philippe Montaron   |       | DVG   |
| Bohain-en-Vermandois                           | 5 664      | Yann Rojo           |       | PCF   | Non           | Yann Rojo           |       | PCF   |
| Château-Thierry                                | 15 107     | Sébastien Eugène    |       | MR    | Non           | Sébastien Eugène    |       | MR    |
| Chauny                                         | 11 878     | Marcel Lalonde*     |       | MR    | Non           | Emmanuel Liévin     |       | MR    |
| Fère-en-Tardenois                              | 3 053      | Jean-Paul Roseleux  |       | DVD   | Non           | Jean-Paul Roseleux  |       | DVD   |
| Gauchy                                         | 5 276      | Jean-Marc Weber     |       | DVD   | Non           | Jean-Marc Weber     |       | DVD   |
| Guise                                          | 4 824      | Hugues Cochet       |       | DVG   | Non           | Hugues Cochet       |       | DVG   |
| Hirson                                         | 8 813      | Jean-Jacques Thomas |       | PS    | Non           | Jean-Jacques Thomas |       | PS    |
| Laon                                           | 24 876     | Éric Delhaye        |       | UDI   | Non           | Éric Delhaye        |       | UDI   |
| Saint-Michel                                   | 3 417      | Thierry Verdavaine  |       | DVG   | Non           | Thierry Verdavaine  |       | DVG   |
| Saint-Quentin                                  | 53 816     | Frédérique Macarez  |       | LR    | Non           | Frédérique Macarez  |       | LR    |
| Soissons                                       | 28 530     | Alain Crémont       |       | DVD   | Non           | Alain Crémont       |       | DVD   |
| Tergnier                                       | 13 456     | Christian Crohem    |       | DVG   | Oui           | Michel Carreau      |       | PCF   |
| Villers-Cotterêts                              | 10 872     | Franck Briffaut     |       | RN    | Non           | Franck Briffaut     |       | RN    |
| * maire sortant ne se représentant pas en 2020 |            |                     |       |       |               |                     |       |       |

### Résultats en nombre de maires
| Partis               | Partis                               | Maires sortants | Maires élus | Évolution     |
| -------------------- | ------------------------------------ | --------------- | ----------- | ------------- |
|                      | Divers gauche                        | 4               | 3           | 1             |
|                      | Parti socialiste                     | 1               | 1           | en stagnation |
|                      | Parti communiste français            | 1               | 2           | 1             |
|                      | Europe Écologie Les Verts            | 0               | 0           | en stagnation |
| Total gauche         | Total gauche                         | 6               | 6           | en stagnation |
|                      | Divers droite                        | 3               | 3           | en stagnation |
|                      | Les Républicains                     | 1               | 1           | en stagnation |
|                      | Union des démocrates et indépendants | 1               | 1           | en stagnation |
|                      | Les Centristes                       | 0               | 0           | en stagnation |
| Total droite         | Total droite                         | 5               | 5           | en stagnation |
|                      | Mouvement radical                    | 2               | 2           | en stagnation |
|                      | La République en marche              | 0               | 0           | en stagnation |
|                      | Mouvement démocrate                  | 0               | 0           | en stagnation |
| Total centre         | Total centre                         | 2               | 2           | en stagnation |
|                      | Rassemblement national               | 1               | 1           | en stagnation |
| Total extrême droite | Total extrême droite                 | 1               | 1           | en stagnation |
| Total                | Total                                | 14              | 14          | en stagnation |

## Résultats

### À l'échelle du département

#### Taux de participation
| Taux de participation | 1er tour | Différence avec 2014 | 2d tour | Différence avec 2014 | Différence entre les deux tours |
| --------------------- | -------- | -------------------- | ------- | -------------------- | ------------------------------- |
| À 12 h                | 15,65 %  | 2,94                 | 16,86 % | 1,69                 | 1,21                            |
| À 17 h                | 30,54 %  | 19,97                | 35,02 % | 18,62                | 4,48                            |
| Final                 | 47,50 %  | 18,43                | 44,52 % | 21,22                | 2,98                            |

#### Résultats généraux
|                        | Communes à scrutin de listes (1 000 habitants et plus) | Communes à scrutin de listes (1 000 habitants et plus) | Communes à scrutin de listes (1 000 habitants et plus) | Communes à scrutin de listes (1 000 habitants et plus) | Communes à scrutin majoritaire (moins de 1 000 habitants) | Communes à scrutin majoritaire (moins de 1 000 habitants) | Communes à scrutin majoritaire (moins de 1 000 habitants) | Communes à scrutin majoritaire (moins de 1 000 habitants) | Ensemble des communes | Ensemble des communes | Ensemble des communes | Ensemble des communes |
| Premier tour           | Premier tour                                           | Second tour                                            | Second tour                                            | Premier tour                                           | Premier tour                                              | Second tour                                               | Second tour                                               | Premier tour                                              | Premier tour          | Second tour           | Second tour           |                       |
| Voix                   | %                                                      | Voix                                                   | %                                                      | Voix                                                   | %                                                         | Voix                                                      | %                                                         | Voix                                                      | %                     | Voix                  | %                     |                       |
| ---------------------- | ------------------------------------------------------ | ------------------------------------------------------ | ------------------------------------------------------ | ------------------------------------------------------ | --------------------------------------------------------- | --------------------------------------------------------- | --------------------------------------------------------- | --------------------------------------------------------- | --------------------- | --------------------- | --------------------- | --------------------- |
| Votes valides          | 82 524                                                 | 94,19                                                  | 7 214                                                  | 97,45                                                  | 87 335                                                    | 97,22                                                     | 8 969                                                     | 94,54                                                     | 169 859               | 95,72                 | 16 183                | 95,81                 |
| Votes blancs           | 1 515                                                  | 1,73                                                   | 88                                                     | 1,19                                                   | 793                                                       | 0,88                                                      | 223                                                       | 2,35                                                      | 2 308                 | 1,30                  | 311                   | 1,84                  |
| Votes nuls             | 3 572                                                  | 4,08                                                   | 101                                                    | 1,36                                                   | 1 708                                                     | 1,90                                                      | 295                                                       | 3,11                                                      | 5 280                 | 2,98                  | 396                   | 2,34                  |
|                        |                                                        |                                                        |                                                        |                                                        |                                                           |                                                           |                                                           |                                                           |                       |                       |                       |                       |
| Total                  | 87 611                                                 | 100                                                    | 7 403                                                  | 100                                                    | 89 836                                                    | 100                                                       | 9 487                                                     | 100                                                       | 177 447               | 100                   | 16 890                | 100                   |
| Abstentions            | 131 551                                                | 60,02                                                  | 11 142                                                 | 60,08                                                  | 64 572                                                    | 41,82                                                     | 9 903                                                     | 51,07                                                     | 196 123               | 52,50                 | 21 045                | 55,48                 |
| Inscrits/participation | 219 162                                                | 39,98                                                  | 18 545                                                 | 39,92                                                  | 154 408                                                   | 58,18                                                     | 19 390                                                    | 48,93                                                     | 373 570               | 47,50                 | 37 935                | 44,52                 |

#### Communes de plus de1 000 habitants
|       | Divers droite          | DVD            | 13 997 | 16,96 | 120   | 0     | 0,00  | 0   | 120   | 6,35  | 430           |  |  |
|       | Divers gauche          | DVG            | 10 108 | 12,25 | 118   | 2 708 | 37,54 | 30  | 148   | 7,83  | 416           |  |  |
|       | Rassemblement national | RN             | 7 527  | 9,12  | 45    | 601   | 8,33  | 3   | 48    | 2,54  | 12            |  |  |
|       | Divers centre          | DVC            | 6 116  | 7,41  | 65    | 0     | 0,00  | 0   | 65    | 3,44  | Nv            |  |  |
|       | Parti socialiste       | PS             | 1 631  | 1,98  | 23    | 0     | 0,00  | 0   | 23    | 1,22  | 56            |  |  |
|       | Parti communiste       | COM            | 925    | 1,12  | 2     | 0     | 0,00  | 0   | 2     | 0,11  | 1             |  |  |
|       | Divers                 | DIV            | 808    | 0,98  | 4     | 0     | 0,00  | 0   | 4     | 0,21  | 391           |  |  |
|       | Extrême gauche         | EXG            | 296    | 0,36  | 0     | 0     | 0,00  | 0   | 0     | 0,00  | en stagnation |  |  |
|       | La France insoumise    | LFI            | 287    | 0,35  | 1     | 0     | 0,00  | 0   | 1     | 0,05  | Nv            |  |  |
|       | Sans étiquette         | Sans étiquette | 40 829 | 49,48 | 1 351 | 3 905 | 54,13 | 129 | 1 480 | 78,27 | Nv            |  |  |
|       |                        |                |        |       |       |       |       |     |       |       |               |  |  |
| Total | Total                  | Total          | 82 524 | 100   | 1 729 | 7 214 | 100   | 162 | 1 891 | 100   | 44            |  |  |

### Résultats dans les communes de plus de3 000 habitants

#### Belleu
- Maire sortant : Philippe Montaron (DVG)
- 27 sièges à pourvoir au conseil municipal (population légale 2017 : 3 810 habitants)
- 4 sièges à pourvoir au conseil communautaire (GrandSoissons Agglomération)

|                          |                          |                          |              |              |        |        |  |  |  |
| Tête de liste            | Tête de liste            | Liste                    | Premier tour | Premier tour | Sièges | Sièges |  |  |  |
| Tête de liste            | Tête de liste            | Liste                    | Voix         | %            | CM     | CC     |  |  |  |
|                          | Philippe Montaron,       | DVG                      | 607          | 100,00       | 27     | 4      |  |  |  |
| Ensemble pour Belleu     |                          |                          | 607          | 100,00       | 27     | 4      |  |  |  |
|                          |                          |                          |              |              |        |        |  |  |  |
| Votes valides            | Votes valides            | Votes valides            | 607          | 87,34        |        |        |  |  |  |
| Votes blancs             | Votes blancs             | Votes blancs             | 29           | 4,17         |        |        |  |  |  |
| Votes nuls               | Votes nuls               | Votes nuls               | 59           | 8,49         |        |        |  |  |  |
| Total                    | Total                    | Total                    | 695          | 100,00       | 27     | 4      |  |  |  |
| Abstentions              | Abstentions              | Abstentions              | 1 827        | 72,44        |        |        |  |  |  |
| Inscrits / participation | Inscrits / participation | Inscrits / participation | 2 522        | 27,56        |        |        |  |  |  |

#### Bohain-en-Vermandois
- Maire sortant : Yann Rojo (PCF)
- 29 sièges à pourvoir au conseil municipal (population légale 2017 : 5 664 habitants)
- 10 sièges à pourvoir au conseil communautaire (CC du Pays du Vermandois)

|                          |                          |                          |              |              |        |        |  |  |  |
| Tête de liste            | Tête de liste            | Liste                    | Premier tour | Premier tour | Sièges | Sièges |  |  |  |
| Tête de liste            | Tête de liste            | Liste                    | Voix         | %            | CM     | CC     |  |  |  |
|                          | Yann Rojo,               | PCF                      | 1 011        | 100          | 29     | 10     |  |  |  |
| Poursuivre avec nous     |                          |                          | 1 011        | 100          | 29     | 10     |  |  |  |
|                          |                          |                          |              |              |        |        |  |  |  |
| Votes valides            | Votes valides            | Votes valides            | 1 011        | 84,25        |        |        |  |  |  |
| Votes blancs             | Votes blancs             | Votes blancs             | 52           | 4,33         |        |        |  |  |  |
| Votes nuls               | Votes nuls               | Votes nuls               | 137          | 11,42        |        |        |  |  |  |
| Total                    | Total                    | Total                    | 1 200        | 100          | 29     | 10     |  |  |  |
| Abstention               | Abstention               | Abstention               | 2 322        | 65,03        |        |        |  |  |  |
| Inscrits / participation | Inscrits / participation | Inscrits / participation | 3 522        | 34,07        |        |        |  |  |  |

#### Château-Thierry
- Maire sortant : Sébastien Eugène (MRSL)
- 33 sièges à pourvoir au conseil municipal (population légale 2017 : 15 107 habitants)
- 24 sièges à pourvoir au conseil communautaire (CA de la Région de Château-Thierry)

|                                                        |                          |                          |              |              |        |        |  |  |  |
| Tête de liste                                          | Tête de liste            | Liste                    | Premier tour | Premier tour | Sièges | Sièges |  |  |  |
| Tête de liste                                          | Tête de liste            | Liste                    | Voix         | %            | CM     | CC     |  |  |  |
|                                                        | Sébastien Eugène,        | MRSL-LR-PS               | 2 434        | 69,44        | 29     | 21     |  |  |  |
| Pour Château-Thierry ! Libérons nos énergies positives |                          |                          | 2 434        | 69,44        | 29     | 21     |  |  |  |
|                                                        | Mireille Chevet          | RN                       | 457          | 13,03        | 2      | 1      |  |  |  |
| Enracinement et renouveau Castels                      |                          |                          | 457          | 13,03        | 2      | 1      |  |  |  |
|                                                        | Amine Abdelmadjid        | DVG                      | 313          | 8,93         | 1      | 1      |  |  |  |
| Château-Thierry à tous #2020                           |                          |                          | 313          | 8,93         | 1      | 1      |  |  |  |
|                                                        | Isabelle Lambert         | LFI-PCF                  | 249          | 7,10         | 1      | 1      |  |  |  |
| Construire l'avenir ensemble                           |                          |                          | 249          | 7,10         | 1      | 1      |  |  |  |
|                                                        | Yona Merbouche           | LO                       | 52           | 1,48         | 0      | 0      |  |  |  |
| Lutte ouvrière - Faire entendre le camp des ouvriers   |                          |                          | 52           | 1,48         | 0      | 0      |  |  |  |
|                                                        |                          |                          |              |              |        |        |  |  |  |
| Votes valides                                          | Votes valides            | Votes valides            | 3 505        | 96,56        |        |        |  |  |  |
| Votes blancs                                           | Votes blancs             | Votes blancs             | 41           | 1,13         |        |        |  |  |  |
| Votes nuls                                             | Votes nuls               | Votes nuls               | 84           | 2,31         |        |        |  |  |  |
| Total                                                  | Total                    | Total                    | 3 630        | 100          | 33     | 24     |  |  |  |
| Abstention                                             | Abstention               | Abstention               | 5 835        | 61,65        |        |        |  |  |  |
| Inscrits / participation                               | Inscrits / participation | Inscrits / participation | 9 465        | 38,35        |        |        |  |  |  |

#### Chauny
- Maire sortant : Marcel Lalonde (MRSL)
- 33 sièges à pourvoir au conseil municipal (population légale 2017 : 11 878 habitants)
- 14 sièges à pourvoir au conseil communautaire (CA Chauny-Tergnier-La Fère)

|                          |                          |                          |              |              |        |        |  |  |  |
| Tête de liste            | Tête de liste            | Liste                    | Premier tour | Premier tour | Sièges | Sièges |  |  |  |
| Tête de liste            | Tête de liste            | Liste                    | Voix         | %            | CM     | CC     |  |  |  |
|                          | Emmanuel Liévin          | DVC                      | 1 433        | 53,09        | 26     | 11     |  |  |  |
| Unis pour Chauny         |                          |                          | 1 433        | 53,09        | 26     | 11     |  |  |  |
|                          | Alban Delforge           | LREM-UDI                 | 643          | 23,82        | 4      | 2      |  |  |  |
| Re-inventons Chauny      |                          |                          | 643          | 23,82        | 4      | 2      |  |  |  |
|                          | José Beaurain            | RN                       | 623          | 23,08        | 3      | 1      |  |  |  |
| Voyons l'avenir ensemble |                          |                          | 623          | 23,08        | 3      | 1      |  |  |  |
|                          |                          |                          |              |              |        |        |  |  |  |
| Votes valides            | Votes valides            | Votes valides            | 2 699        | 96,43        |        |        |  |  |  |
| Votes blancs             | Votes blancs             | Votes blancs             | 37           | 1,32         |        |        |  |  |  |
| Votes nuls               | Votes nuls               | Votes nuls               | 63           | 2,25         |        |        |  |  |  |
| Total                    | Total                    | Total                    | 2 799        | 100          | 33     | 14     |  |  |  |
| Abstention               | Abstention               | Abstention               | 4 834        | 63,33        |        |        |  |  |  |
| Inscrits / participation | Inscrits / participation | Inscrits / participation | 7 633        | 36,67        |        |        |  |  |  |

#### Fère-en-Tardenois
- Maire sortant : Jean-Paul Roseleux (DVD)
- 23 sièges à pourvoir au conseil municipal (population légale 2017 : 3 053 habitants)
- 5 sièges à pourvoir au conseil communautaire (CA de la Région de Château-Thierry)

|                          |                          |                          |              |              |        |        |  |  |  |
| Tête de liste            | Tête de liste            | Liste                    | Premier tour | Premier tour | Sièges | Sièges |  |  |  |
| Tête de liste            | Tête de liste            | Liste                    | Voix         | %            | CM     | CC     |  |  |  |
|                          | Jean-Paul Roseleux       | DVD                      | 478          | 57,52        | 18     | 4      |  |  |  |
| Avec vous, pour vous     |                          |                          | 478          | 57,52        | 18     | 4      |  |  |  |
|                          | Madeleine Gabriel        | SE                       | 353          | 42,47        | 5      | 1      |  |  |  |
| Fère avec vous           |                          |                          | 353          | 42,47        | 5      | 1      |  |  |  |
|                          |                          |                          |              |              |        |        |  |  |  |
| Votes valides            | Votes valides            | Votes valides            | 831          | 94,00        |        |        |  |  |  |
| Votes blancs             | Votes blancs             | Votes blancs             | 24           | 2,71         |        |        |  |  |  |
| Votes nuls               | Votes nuls               | Votes nuls               | 29           | 3,28         |        |        |  |  |  |
| Total                    | Total                    | Total                    | 884          | 100          | 23     | 5      |  |  |  |
| Abstention               | Abstention               | Abstention               | 1 011        | 53,35        |        |        |  |  |  |
| Inscrits / participation | Inscrits / participation | Inscrits / participation | 1 895        | 46,65        |        |        |  |  |  |

#### Gauchy
- Maire sortant : Jean-Marc Weber (DVD)
- 29 sièges à pourvoir au conseil municipal (population légale 2017 : 5 276 habitants)
- 3 sièges à pourvoir au conseil communautaire (CA du Saint-Quentinois)

|                                   |                          |                          |              |              |        |        |  |  |  |
| Tête de liste                     | Tête de liste            | Liste                    | Premier tour | Premier tour | Sièges | Sièges |  |  |  |
| Tête de liste                     | Tête de liste            | Liste                    | Voix         | %            | CM     | CC     |  |  |  |
|                                   | Jean-Marc Weber          | DVD                      | 914          | 53,20        | 23     | 3      |  |  |  |
| Une mairie pour tous              |                          |                          | 914          | 53,20        | 23     | 3      |  |  |  |
|                                   | Jérémy Loncle            | DVG                      | 327          | 19,03        | 3      | 0      |  |  |  |
| Ensemble pour Gauchy              |                          |                          | 327          | 19,03        | 3      | 0      |  |  |  |
|                                   | Romain Dumand            | RN                       | 307          | 17,86        | 2      | 0      |  |  |  |
| Pour Gauchy, le choix du bon sens |                          |                          | 307          | 17,86        | 2      | 0      |  |  |  |
|                                   | Carole Dubois            | SE                       | 170          | 9,89         | 1      | 0      |  |  |  |
| Mon parti, c'est Gauchy           |                          |                          | 170          | 9,89         | 1      | 0      |  |  |  |
|                                   |                          |                          |              |              |        |        |  |  |  |
| Votes valides                     | Votes valides            | Votes valides            | 1 718        | 96,35        |        |        |  |  |  |
| Votes blancs                      | Votes blancs             | Votes blancs             | 24           | 1,35         |        |        |  |  |  |
| Votes nuls                        | Votes nuls               | Votes nuls               | 41           | 2,30         |        |        |  |  |  |
| Total                             | Total                    | Total                    | 1 783        | 100          | 29     | 3      |  |  |  |
| Abstention                        | Abstention               | Abstention               | 2 467        | 58,05        |        |        |  |  |  |
| Inscrits / participation          | Inscrits / participation | Inscrits / participation | 4 250        | 41,95        |        |        |  |  |  |

#### Guise
- Maire sortant : Hugues Cochet (DVG)
- 27 sièges à pourvoir au conseil municipal (population légale 2016 : 4 868 habitants)
- 15 sièges à pourvoir au conseil communautaire (CC Thiérache Sambre et Oise)

|                               |                          |                          |              |              |        |        |  |  |  |
| Tête de liste                 | Tête de liste            | Liste                    | Premier tour | Premier tour | Sièges | Sièges |  |  |  |
| Tête de liste                 | Tête de liste            | Liste                    | Voix         | %            | CM     | CC     |  |  |  |
|                               | Hugues Cochet            | DVG                      | 1 359        | 79,14        | 25     | 14     |  |  |  |
| Ensemble pour aller plus loin |                          |                          | 1 359        | 79,14        | 25     | 14     |  |  |  |
|                               | Nicolas Maineray         | PCF                      | 358          | 20,85        | 2      | 1      |  |  |  |
| Guise Avenir                  |                          |                          | 358          | 20,85        | 2      | 1      |  |  |  |
|                               |                          |                          |              |              |        |        |  |  |  |
| Votes valides                 | Votes valides            | Votes valides            | 1 717        | 97,17        |        |        |  |  |  |
| Votes blancs                  | Votes blancs             | Votes blancs             | 10           | 0,57         |        |        |  |  |  |
| Votes nuls                    | Votes nuls               | Votes nuls               | 40           | 2,26         |        |        |  |  |  |
| Total                         | Total                    | Total                    | 1 767        | 100          | 27     | 5      |  |  |  |
| Abstention                    | Abstention               | Abstention               | 1 522        | 46,28        |        |        |  |  |  |
| Inscrits / participation      | Inscrits / participation | Inscrits / participation | 3 289        | 53,72        |        |        |  |  |  |

#### Hirson
- Maire sortant : Jean-Jacques Thomas (PS)
- 29 sièges à pourvoir au conseil municipal (population légale 2017 : 8 813 habitants)
- 18 sièges à pourvoir au conseil communautaire (CC des Trois Rivières)

|                          |                          |                          |              |              |        |        |  |  |  |
| Tête de liste            | Tête de liste            | Liste                    | Premier tour | Premier tour | Sièges | Sièges |  |  |  |
| Tête de liste            | Tête de liste            | Liste                    | Voix         | %            | CM     | CC     |  |  |  |
|                          | Jean-Jacques Thomas,     | PS                       | 1 631        | 56,92        | 23     | 14     |  |  |  |
| Hirson en commun         |                          |                          | 1 631        | 56,92        | 23     | 14     |  |  |  |
|                          | Patrice Lallement ,      | DVD-RN                   | 1 234        | 43,07        | 6      | 4      |  |  |  |
| Hirson au cœur           |                          |                          | 1 234        | 43,07        | 6      | 4      |  |  |  |
|                          |                          |                          |              |              |        |        |  |  |  |
| Votes valides            | Votes valides            | Votes valides            | 2 865        | 95,02        |        |        |  |  |  |
| Votes blancs             | Votes blancs             | Votes blancs             | 64           | 2,12         |        |        |  |  |  |
| Votes nuls               | Votes nuls               | Votes nuls               | 86           | 2,85         |        |        |  |  |  |
| Total                    | Total                    | Total                    | 6 015        | 100          | 29     | 18     |  |  |  |
| Abstention               | Abstention               | Abstention               | 3 136        | 50,98        |        |        |  |  |  |
| Inscrits / participation | Inscrits / participation | Inscrits / participation | 6 151        | 49,02        |        |        |  |  |  |

#### Laon
- Maire sortant : Éric Delhaye (UDI)
- 35 sièges à pourvoir au conseil municipal (population légale 2017 : 8 813 habitants)
- 34 sièges à pourvoir au conseil communautaire (CA du Pays de Laon)

|                                                          |                          |                          |              |              |        |        |  |  |  |
| Tête de liste                                            | Tête de liste            | Liste                    | Premier tour | Premier tour | Sièges | Sièges |  |  |  |
| Tête de liste                                            | Tête de liste            | Liste                    | Voix         | %            | CM     | CC     |  |  |  |
|                                                          | Éric Delhaye,            | UDI                      | 3 019        | 61,54        | 30     | 29     |  |  |  |
| Faisons cœur ensemble                                    |                          |                          | 3 019        | 61,54        | 30     | 29     |  |  |  |
|                                                          | Fawaz Karimet            | DVG                      | 1 230        | 25,07        | 4      | 4      |  |  |  |
| Laon en commun                                           |                          |                          | 1 230        | 25,07        | 4      | 4      |  |  |  |
|                                                          | Nicolas Dragon           | RN                       | 479          | 9,76         | 1      | 1      |  |  |  |
| Laon Vie de Vivre à Laon                                 |                          |                          | 479          | 9,76         | 1      | 1      |  |  |  |
|                                                          | Jean-Loup Pernelle       | LO                       | 100          | 2,03         | 0      | 0      |  |  |  |
| Lutte ouvrière - Faire entendre le camp des travailleurs |                          |                          | 100          | 2,03         | 0      | 0      |  |  |  |
|                                                          | Matthieu Boufflet        | SE                       | 77           | 1,56         | 0      | 0      |  |  |  |
| Matthieu Boufflet                                        |                          |                          | 77           | 1,56         | 0      | 0      |  |  |  |
|                                                          |                          |                          |              |              |        |        |  |  |  |
| Votes valides                                            | Votes valides            | Votes valides            | 4 905        | 96,14        |        |        |  |  |  |
| Votes blancs                                             | Votes blancs             | Votes blancs             | 35           | 0,69         |        |        |  |  |  |
| Votes nuls                                               | Votes nuls               | Votes nuls               | 162          | 3,18         |        |        |  |  |  |
| Total                                                    | Total                    | Total                    | 5 102        | 100          | 35     | 34     |  |  |  |
| Abstention                                               | Abstention               | Abstention               | 10 075       | 66,38        |        |        |  |  |  |
| Inscrits / participation                                 | Inscrits / participation | Inscrits / participation | 15 177       | 33,62        |        |        |  |  |  |

#### Saint-Michel
- Maire sortant : Thierry Verdavaine (DVG)
- 23 sièges à pourvoir au conseil municipal (population légale 2017 : 3 417 habitants)
- 7 sièges à pourvoir au conseil communautaire (CC des Trois Rivières)

|                                                      |                          |                          |              |              |        |        |  |  |  |
| Tête de liste                                        | Tête de liste            | Liste                    | Premier tour | Premier tour | Sièges | Sièges |  |  |  |
| Tête de liste                                        | Tête de liste            | Liste                    | Voix         | %            | CM     | CC     |  |  |  |
|                                                      | Thierry Verdavaine       | DVG                      | 849          | 68,08        | 20     | 6      |  |  |  |
| Union ! Action ! Liste des progrès pour Saint-Michel |                          |                          | 849          | 68,08        | 20     | 6      |  |  |  |
|                                                      | Anne Adam                | SE                       | 398          | 31,91        | 3      | 1      |  |  |  |
| Avec vous, agissons ensemble                         |                          |                          | 398          | 31,91        | 3      | 1      |  |  |  |
|                                                      |                          |                          |              |              |        |        |  |  |  |
| Votes valides                                        | Votes valides            | Votes valides            | 1 247        | 96,14        |        |        |  |  |  |
| Votes blancs                                         | Votes blancs             | Votes blancs             | 21           | 1,62         |        |        |  |  |  |
| Votes nuls                                           | Votes nuls               | Votes nuls               | 29           | 2,24         |        |        |  |  |  |
| Total                                                | Total                    | Total                    | 1 297        | 100          | 23     | 7      |  |  |  |
| Abstention                                           | Abstention               | Abstention               | 986          | 43,19        |        |        |  |  |  |
| Inscrits / participation                             | Inscrits / participation | Inscrits / participation | 2 283        | 56,81        |        |        |  |  |  |

#### Saint-Quentin
- Maire sortant : Frédérique Macarez (LR)
- 45 sièges à pourvoir au conseil municipal (population légale 2017 : 53 816 habitants)
- 36 sièges à pourvoir au conseil communautaire (CA du Saint-Quentinois)

|                                                          |                          |                           |              |              |        |        |  |  |  |
| Tête de liste                                            | Tête de liste            | Liste                     | Premier tour | Premier tour | Sièges | Sièges |  |  |  |
| Tête de liste                                            | Tête de liste            | Liste                     | Voix         | %            | CM     | CC     |  |  |  |
|                                                          | Frédérique Macarez,      | LR                        | 6 834        | 65,66        | 38     | 31     |  |  |  |
| Frédérique Macarez, avec vous, pour Saint-Quentin        |                          |                           | 6 834        | 65,66        | 38     | 31     |  |  |  |
|                                                          | Sylvie Saillard-Meunier  | RN                        | 1 567        | 15,05        | 3      | 3      |  |  |  |
| Saint-Quentin Renouveau                                  |                          |                           | 1 567        | 15,05        | 3      | 3      |  |  |  |
|                                                          | Julien Calon             | PS-LFI-EELV-GE-G.s-MRC-PA | 937          | 9,00         | 2      | 1      |  |  |  |
| L'alternative pour Saint-Quentin                         |                          |                           | 937          | 9,00         | 2      | 1      |  |  |  |
|                                                          | Olivier Tournay          | PCF                       | 925          | 8,88         | 2      | 1      |  |  |  |
| Les voix de la Colère                                    |                          |                           | 925          | 8,88         | 2      | 1      |  |  |  |
|                                                          | Anne Zanditenas          | LO                        | 144          | 1,38         | 0      | 0      |  |  |  |
| Lutte ouvrière - Faire entendre le camp des travailleurs |                          |                           | 144          | 1,38         | 0      | 0      |  |  |  |
|                                                          |                          |                           |              |              |        |        |  |  |  |
| Votes valides                                            | Votes valides            | Votes valides             | 10 407       | 97,09        |        |        |  |  |  |
| Votes blancs                                             | Votes blancs             | Votes blancs              | 90           | 0,84         |        |        |  |  |  |
| Votes nuls                                               | Votes nuls               | Votes nuls                | 222          | 2,07         |        |        |  |  |  |
| Total                                                    | Total                    | Total                     | 10 719       | 100          | 45     | 36     |  |  |  |
| Abstention                                               | Abstention               | Abstention                | 23 448       | 68,63        |        |        |  |  |  |
| Inscrits / participation                                 | Inscrits / participation | Inscrits / participation  | 34 167       | 31,37        |        |        |  |  |  |

#### Soissons
- Maire sortant : Alain Crémont (DVD)
- 35 sièges à pourvoir au conseil municipal (population légale 2017 : 28 530 habitants)
- 31 sièges à pourvoir au conseil communautaire (GrandSoissons Agglomération)

|                                   |                          |                          |              |              |        |        |  |  |  |
| Tête de liste                     | Tête de liste            | Liste                    | Premier tour | Premier tour | Sièges | Sièges |  |  |  |
| Tête de liste                     | Tête de liste            | Liste                    | Voix         | %            | CM     | CC     |  |  |  |
|                                   | Alain Crémont,           | DVD                      | 3 230        | 59,44        | 29     | 26     |  |  |  |
| Pour Soissons, Gardons le cap     |                          |                          | 3 230        | 59,44        | 29     | 26     |  |  |  |
|                                   | Franck Delattre          | LaREM                    | 837          | 15,40        | 2      | 2      |  |  |  |
| Soissons Ensemble                 |                          |                          | 837          | 15,40        | 2      | 2      |  |  |  |
|                                   | Alain Reyt               | RN                       | 675          | 12,42        | 2      | 2      |  |  |  |
| Soissons patriotes                |                          |                          | 675          | 12,42        | 2      | 2      |  |  |  |
|                                   | Sébastien Lange          | PCF-PS-EELV-PRG          | 405          | 7,45         | 1      | 1      |  |  |  |
| Soissons Humaine et écologique    |                          |                          | 405          | 7,45         | 1      | 1      |  |  |  |
|                                   | Philippe Abbas           | LFI                      | 287          | 5,28         | 1      | 0      |  |  |  |
| Soissons Force verte et citoyenne |                          |                          | 287          | 5,28         | 1      | 0      |  |  |  |
|                                   |                          |                          |              |              |        |        |  |  |  |
| Votes valides                     | Votes valides            | Votes valides            | 5 434        | 96,30        |        |        |  |  |  |
| Votes blancs                      | Votes blancs             | Votes blancs             | 59           | 1,05         |        |        |  |  |  |
| Votes nuls                        | Votes nuls               | Votes nuls               | 150          | 2,66         |        |        |  |  |  |
| Total                             | Total                    | Total                    | 5 643        | 100          | 35     | 31     |  |  |  |
| Abstention                        | Abstention               | Abstention               | 11 294       | 66,68        |        |        |  |  |  |
| Inscrits / participation          | Inscrits / participation | Inscrits / participation | 16 937       | 33,32        |        |        |  |  |  |

#### Tergnier
- Maire sortant : Christian Crohem (DVG)
- 33 sièges à pourvoir au conseil municipal (population légale 2017 : 13 456 habitants)
- 16 sièges à pourvoir au conseil communautaire (CA Chauny-Tergnier-La Fère)

|                                                       |                          |                          |              |              |             |             |        |        |  |
| Tête de liste                                         | Tête de liste            | Liste                    | Premier tour | Premier tour | Second tour | Second tour | Sièges | Sièges |  |
| Tête de liste                                         | Tête de liste            | Liste                    | Voix         | %            | Voix        | %           | CM     | CC     |  |
|                                                       | Michel Carreau,          | PCF-PS-DVG               | 1 586        | 43,97        | 1 748       | 52,82       | 26     | 13     |  |
| Une nouvelle équipe pour Tergnier avec Michel Carreau |                          |                          | 1 586        | 43,97        | 1 748       | 52,82       | 26     | 13     |  |
|                                                       | Francis Delacourt        | DVG                      | 1 201        | 33,29        | 960         | 29,01       | 4      | 2      |  |
| L'avenir ensemble                                     |                          |                          | 1 201        | 33,29        | 960         | 29,01       | 4      | 2      |  |
|                                                       | Frédy Deguin-Dawson      | RN                       | 744          | 20,62        | 601         | 18,16       | 3      | 1      |  |
| Avec vous, pour vous !                                |                          |                          | 744          | 20,62        | 601         | 18,16       | 3      | 1      |  |
|                                                       | Kévin Touati             | SE                       | 76           | 0,75         |             |             |        |        |  |
| Tergnier-Renouveau                                    |                          |                          | 76           | 0,75         |             |             |        |        |  |
|                                                       |                          |                          |              |              |             |             |        |        |  |
| Votes valides                                         | Votes valides            | Votes valides            | 3 607        | 96,99        | 3 309       | 97,75       |        |        |  |
| Votes blancs                                          | Votes blancs             | Votes blancs             | 46           | 1,24         | 42          | 1,24        |        |        |  |
| Votes nuls                                            | Votes nuls               | Votes nuls               | 66           | 1,77         | 34          | 1,00        |        |        |  |
| Total                                                 | Total                    | Total                    | 3 719        | 100          | 3 385       | 100         | 33     | 16     |  |
| Abstention                                            | Abstention               | Abstention               | 6 366        | 63,12        | 6 697       | 66,43       |        |        |  |
| Inscrits / participation                              | Inscrits / participation | Inscrits / participation | 10 085       | 36,88        | 10 082      | 33,57       |        |        |  |

#### Villers-Cotterêts
- Maire sortant : Franck Briffaut  (RN)
- 33 sièges à pourvoir au conseil municipal (population légale 2017 : 10 872 habitants)
- 23 sièges à pourvoir au conseil communautaire (CC Retz-en-Valois)

|                                   |                          |                          |              |              |        |        |  |  |  |
| Tête de liste                     | Tête de liste            | Liste                    | Premier tour | Premier tour | Sièges | Sièges |  |  |  |
| Tête de liste                     | Tête de liste            | Liste                    | Voix         | %            | CM     | CC     |  |  |  |
|                                   | Franck Briffaut          | RN                       | 1 441        | 53,46        | 26     | 18     |  |  |  |
| Rassemblement Cotteréziens        |                          |                          | 1 441        | 53,46        | 26     | 18     |  |  |  |
|                                   | Jeanne Doyez-Roussel     | DVC                      | 769          | 28,53        | 4      | 3      |  |  |  |
| Les citoyen(ne)s Cotterézien(ne)s |                          |                          | 769          | 28,53        | 4      | 3      |  |  |  |
|                                   | Fabrice Dufour           | DVD                      | 485          | 17,99        | 3      | 2      |  |  |  |
| Ensemble pour Villers-Cotterêts   |                          |                          | 485          | 17,99        | 3      | 2      |  |  |  |
|                                   |                          |                          |              |              |        |        |  |  |  |
| Votes valides                     | Votes valides            | Votes valides            | 2 695        | 96,59        |        |        |  |  |  |
| Votes blancs                      | Votes blancs             | Votes blancs             | 59           | 2,11         |        |        |  |  |  |
| Votes nuls                        | Votes nuls               | Votes nuls               | 36           | 1,29         |        |        |  |  |  |
| Total                             | Total                    | Total                    | 2 790        | 100          | 33     | 23     |  |  |  |
| Abstention                        | Abstention               | Abstention               | 4 251        | 60,37        |        |        |  |  |  |
| Inscrits / participation          | Inscrits / participation | Inscrits / participation | 7 041        | 39,63        |        |        |  |  |  |